# Ferdinand Hartzenberg
Ferdinand Hartzenberg (né le 8 janvier 1936 et mort le 12 mars 2021) est un fermier et un homme politique d'Afrique du Sud, ministre de l'éducation et de la formation de 1979 à 1982 au sein du gouvernement de Pieter Botha.
Membre du conseil provincial du Transvaal (1965-1970) puis du parlement sud-africain (1970-1994), il fut membre du parti national jusqu'en 1982 puis du parti conservateur d'Afrique du Sud qu'il préside de 1993 à 2003. 

## Biographie
Fils d'un fermier afrikaner du Transvaal occidental, Ferdi Hartzenberg né à Kleinuitschot, la ferme familiale, en janvier 1936, située dans la région de Lichtenburg. Il suit sa scolarité à l'école Sannieshof puis au lycée du peuple de Potchefstroom avant d'entreprendre des études supérieures agricoles de BSc, MSc et Dsc en Agriculture à l'université de Pretoria. Il s'implique en politique durant cette époque notamment au sein du conseil de représentation des étudiants et au sein de la ligue des étudiants afrikaners (Afrikaanse Studentebond) et commence à militer pour le parti national (au pouvoir). 
De 1959 à 1960, Ferdi Hartzenberg est ainsi secrétaire de la division du parti national pour Rissik avant d'être plus tard celui de Lichtenburg. 
En 1963, il reprend la gestion de la ferme familiale dont le fonds d'exploitation principal est la culture du maïs. 
En 1965, il est élu au conseil provincial du Transvaal et en 1970 est élu au parlement où il représente la circonscription de Lichtenburg sous les couleurs du parti national.
En 1976, il entre au gouvernement Vorster en tant que ministre-adjoint au développement et en 1979 et promu, au sein du gouvernement de Pieter Botha au poste de ministre de l'éducation et de la formation. Ferdi Hartzenberg est alors l'un des représentants les plus conservateurs et pro-apartheid du Parti national. 
En mars 1982, il démissionne de ses fonctions au gouvernement pour protester contre la politique réformiste de Pieter Botha mais démissionne également du parti national pour suivre l'ancien ministre dissident Andries Treurnicht et participe à ses côtés à la fondation du Parti conservateur (CP). 
Vice-président du CP, il succède à Treurnicht à la mort de ce dernier en avril 1993 et est alors le chef de l'opposition officielle au parlement jusqu'en avril 1994. 
Il refuse de faire participer le CP aux élections générales de 1994 et perd ainsi toute représentation parlementaire.
Marginalisé, devenu chef d'un parti sans aucune représentation nationale, le CP est laminé aux municipales de 1995, dépassé par le Front de la liberté (FF) de Constand Viljoen. 
À la fin de l'année 2003, il se résout à fondre le CP dans une alliance avec le FF et l'Afrikaner Unity Movement. Cette alliance est baptisée FF+ et obtiendra quatre élus aux élections générales de 2004. Hartzenberg est lui-même candidat pour le front de la liberté dans sa région natale mais n'est pas élu en dépit d'un score relativement bon pour l'étiage moyen de sa formation politique. 
Il se consacre dès lors à son exploitation agricole de Denand Stud qu'il gère avec ses fils. Il meurt le 12 mars 2021 à l'âge de 85 ans à Lichtenburg,.

## Hommage
Une rue de la ville de Lichtenburg (Ferdi Hartzenberg straat) porte son nom. 

## Famille
Marié à Judy Hartzenberg et père de Ferdinand (né en 1971) et De Wet Hartzenberg (né en 1974). 

## Sources
- S. Gastrow, Who's Who in South African Politics, Number 5. Ravan Press: Johannesburg, 1995.
- Peter Joyce, A Concise Dictionary of South African Biography, Le Cap, Francolin, 1999